# Vlag van Flintshire

Vlag van Flintshire

Wapen van Flintshire County Council

De vlag van Flintshire is de vlag van het Welshe graafschap Flintshire. In september 2012 werd een campagne gestart om de vlag te laten erkennen door het Flag Institute, en op 24 februari 2015 werd de vlag officieel aangenomen.
De vlag is gelijk aan het wapenschild dat wordt toegeschreven aan Edwin, heerser van het voormalige koninkrijk Tegeingl dat een groot deel van het grondgebied van Flintshire besloeg.
Dit wapen bevatte een zwart gegraveerd fleury-kruis (d.w.z. een kruis met fleur-de-lis uiteinden en geschulpte randen) op een wit veld tussen vier alpenkraaien, een vogel die waarschijnlijk ooit wijdverspreid was in het gebied, in zwart en rood. Dit wapen werd, in een licht gewijzigde vorm, gebruikt door de voormalige Flintshire County Council.
Het wapen van Flintshire County Council verschilt door de toevoeging van schijven op het wapenschild van het kruis en een lege ruit in het midden. De vlag vereenvoudigt het ontwerp, maar behoudt veel van de basissymboliek en essentiële ladingen van het oorspronkelijke wapen op een manier die geschikter is voor gebruik als vlag.